# 谷下由佳
谷下 由佳（たにした ゆか、9月7日 - ）は日本の元女性声優。2011年12月まで青二プロダクション（ジュニア）、2015年11月からマック・ミックに所属していた。福岡県出身。
2020年頃に事務所を離れたのち、表立った声優活動はなく、現在は引退したものとみられる。

## 出演

### テレビアニメ
2009年
- 青い花（部員D、部員B）
- しゅごキャラ!!どきっ（実行委員、女の子）
- TYTANIA -タイタニア-（女の子）
- よくわかる現代魔法（アナウンス）

2010年
- れでぃ×ばと!（メイド達）

2011年
- 異国迷路のクロワーゼ The Animation（家政婦2）

2019年
- まんなかのりっくん@きんてれ（ねこ、子供A）

### テレビ
- C-POP World 華流Kiss（ナレーション）
- シャキーン!（キャラクターナレーション）

### ラジオドラマ
- 青山二丁目劇場 妹なんかになりたくない!（河田真由美）

### ゲーム
- スーパー戦隊バトル レンジャークロス（ゴセイイエロー）
- 龍が如く7 光と闇の行方

### その他のコンテンツ
- はとのクルックのはとどけい